# Kanton Juvisy-sur-Orge
Kanton Juvisy-sur-Orge is een voormalig kanton van het Franse departement Essonne. Kanton Juvisy-sur-Orge maakte deel uit van het arrondissement Palaiseau en telde 20.505 inwoners in 1999. Het werd opgeheven bij decreet van 24 februari 2014, met uitwerking op 22 maart 2015.

## Gemeenten
Het kanton Juvisy-sur-Orge omvatte de volgende gemeenten:
- Juvisy-sur-Orge (hoofdplaats)
- Savigny-sur-Orge (deels)